# 光原伊太郎
光原伊太郎（みつはら いたろう、1897年（明治30年）- 1979年（昭和54年）8月17日）は、日本の囲碁棋士。大阪出身、岩佐銈門下、日本棋院などに所属、名誉八段。関西囲碁界の柱として、高川格ら多くの棋士を輩出した。

## 経歴
泉喜一郎に師事し、のち岩佐銈に入門。1914年（大正3年）入段。1923年五段。1924年の碁界合同協議会に田村嘉平、久保松勝喜代らとともに出席、日本棋院設立に参加し、日本棋院関西支部に所属する。大阪を拠点として大阪研究会を主宰、神戸の久保松、京都の吉田操子とともに関西碁界の柱となる。1934年（昭和9年）にNHKラジオ放送による早碁手合で鈴木為次郎と対戦。1943年第3期本因坊戦六段級リーグに参加。
1947年に日本棋院関西支部が関西棋院に移行した際には、棋院理事に就任。1948年七段。1950年の日本棋院との東西対抗戦に出場、村島誼紀と対戦。同年の橋本宇太郎らによる関西棋院の独立においては、協調派として別個に日本棋院関西総本部を設立する。1961年名誉八段。
1970年大倉賞を受賞。門下に鍋島一郎、高川格、炭野恒広、出雲栄次、早瀬玄堂など。

## 棋歴
- 東西対抗戦（1950年）×村島誼紀
- 呉清源対七、八段棋戦（1950年）×呉清源